# Eduard Hitzig

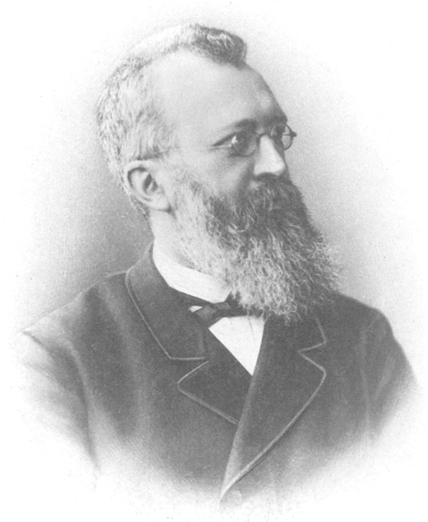
Eduard Hitzig

Julius Eduard Hitzig, född 6 februari 1838 i Berlin, död 20 augusti 1907 i Luisenheim zu St. Blasien, var en tysk läkare och professor, son till Friedrich Hitzig. 
Hitzig blev 1875 professor i psykiatri i Zürich och 1879 i Halle an der Saale. Han författade en mängd arbeten inom psykiatri och neurologi, men hans främsta vetenskapliga verk torde dock vara hans experimentella studier över lokalisationen av aktiviteterna i storhjärnans bark. I en tillsammans med Gustav Theodor Fritsch utförd undersökning (1870) visade han nämligen, att på hjärnans yta finns ett område, från vilket man genom elektrisk retning kan framkalla muskelrörelser, och att olika muskler träder i verksamhet, beroende på vilket ställe inom nämnda område som utsätts för retningen. Genom detta arbete inleddes en ny epok inom hjärnforskningen, och i flera senare utförda undersökningsserier utvidgade och fördjupade Hitzig ytterligare sina tidigare resultat. En samling av hans hithörande arbeten utgavs 1904 under titeln Physiologische und klinische Untersuchungen über das Gehirn.